# 新郷重夫
新郷 重夫（しんごう しげお、Shigeo Shingo、1909年（明治42年）1月8日 - 1990年（平成2年）11月14日）は日本の技術者。特に品質工学分野において功績を残している。日本国内よりも海外、特にアメリカで高い評価を受けている。今日でも、新郷の著作はアメリカを中心に多数出版されている。
ポカヨケや金型のシングル段取り変え(SMED)などの基本コンセプトを残していることでも知られ、今日でもそれらの著作が出版されている。
彼の功績を称え、ユタ州立大学（Utah State University）を中心に設立された新郷賞（The Shingo Prize）は、「製造業のノーベル賞」とも称される。

## 経歴
1909年1月8日佐賀県佐賀市生まれ。1930年（昭和5年）に山梨工業専門学校（現山梨大学工学部）を卒業後、鋳造技術者として台北の鉄道工場に就職した。戦時中は魚雷製造での品質管理を行った。
終戦後の1945年（昭和20年）に日本能率協会へ入り、製造業へのコンサルタント業務に関わるようになり、東洋製鋼、日立製作所、古河電工などの企業の品質改善に携わるようになった。この間に、シングル段取りの要素である内段取り、外段取りの基本コンセプトを東洋製鋼との協業の中でアイデアを得ている。
1954年（昭和29年）にトヨタ自動車からの要請で、豊田自動織機にて作業者への生産技術のトレーニング実施を依頼され、1955年（昭和30年）までの1年間に関連会社300社からの人間も含めた2000人へトレーニングを実施した。
1959年（昭和34年）に日本能率協会を退職して独立。独立後松下電器へのコンサルティングなどを通じて、『品質の確保は検査だけでは不十分である』と考えるようになり、1967年（昭和42年）にポカヨケの基本的な考えを構築した。
1969年（昭和44年）にトヨタ自動車でのコンサルティングにおいて、シングル段取りを初めて導入した。この功績が称えられ、1970年（昭和45年）に入って海外へも仕事の場が広がった。また著書も数多く出版され、それらは各国語版に翻訳された。また、同年に黄綬褒章を受章した。
1988年（昭和63年）功績を称える意味から新郷賞（The Shingo Prize）がアメリカのユタ州立大学によって設立された。その時同大名誉博士号（マネジメント）を授与された。